# 馬自達G族引擎
馬自達G族引擎是1990年代由日本馬自達汽車公司研發、生產的往復式活塞直列四缸汽油引擎，排氣量分別從2.5L至2.6L不等，搭載於馬自達B系列皮卡貨車或馬自達MPV上。另外，全系列之G族引擎皆為單頂置凸輪軸（single overhead camshaft，縮寫成SOHC）之氣門機構及直列四缸設計。

## G54B型
排氣量2,555c.c.的G54B型引擎事實上由三菱汽車製造供應（代號4G54型），缸徑91.1mm、衝程98mm。車型：
1. 1985年-1988年：第五代B2600

## G6型
G6型的排氣量為2,605c.c.，係以三菱4G54型引擎為基礎，加上EGI燃料噴射裝置而成。此具引擎採直列四缸SOHC設計，缸徑92.0mm、衝程98.0mm，壓縮比8.4:1。最大馬力120ps / 4,500rpm，最大扭力20.6kg·m / 3,500rpm。車型：
1. 1988年-1998年：第五代Proceed Cab Plus / B2600
2. 1988年-1999年：第一代MPV
3. 1998年-2006年：第六代B2600
4. 2006年-2010年：第一代BT-50

## G5型
排氣量2,494c.c.的G5型引擎為G6型的改良版，或者稱作G5-E型，採直列四缸SOHC設計。缸徑92.0mm、衝程93.8mm，壓縮比8.4:1，最大馬力120ps / 4,500rpm，最大扭力20.1kg·m / 4,000rpm。車型：
1. 1988年-1998年：第五代Proceed Marvie
2. 1988年-1999年：第一代MPV

## GY型
排氣量2,494c.c.的GY型是G族引擎的最後一款，採V型六缸DOHC、24氣門設計。其缸徑為81.6mm、衝程79.5mm，壓縮比9.7:1。最大馬力170ps / 6,250rpm，最大扭力21.1kg·m / 5,000rpm。車型：
1. 1999年-2001年：第二代MPV

## 內部連結
- 馬自達引擎列表

## 外部連結
- （英文）MazdaTrucking.com: Specification of Mazda B2600